# Jamie Malonzo
Jamie James Malonzo Orme (Seattle, 31 luglio 1996) è un cestista filippino con cittadinanza statunitense.

## Biografia
Malonzo è figlio di un uomo afroamericano e di una donna filippina originaria di Batangas. 

## Carriera

### Philippine Basketball Association (PBA)
Malonzo viene chiamato come seconda scelta assoluta del draft PBA 2021 dal NorthPort Batang Pier.
Nel settembre 2022, Malonzo viene scambiato al Barangay Ginebra San Miguel.

### Nazionale
Malonzo viene incluso nel roster della nazionale filippina del Campionato mondiale di pallacanestro 2023.